# 御崎駅
御崎駅（みさきえき）は北海道室蘭市御崎町2丁目にある北海道旅客鉄道（JR北海道）室蘭本線の駅である。駅番号はM34。電報略号はミサ。事務管理コードは▲130352。

## 歴史

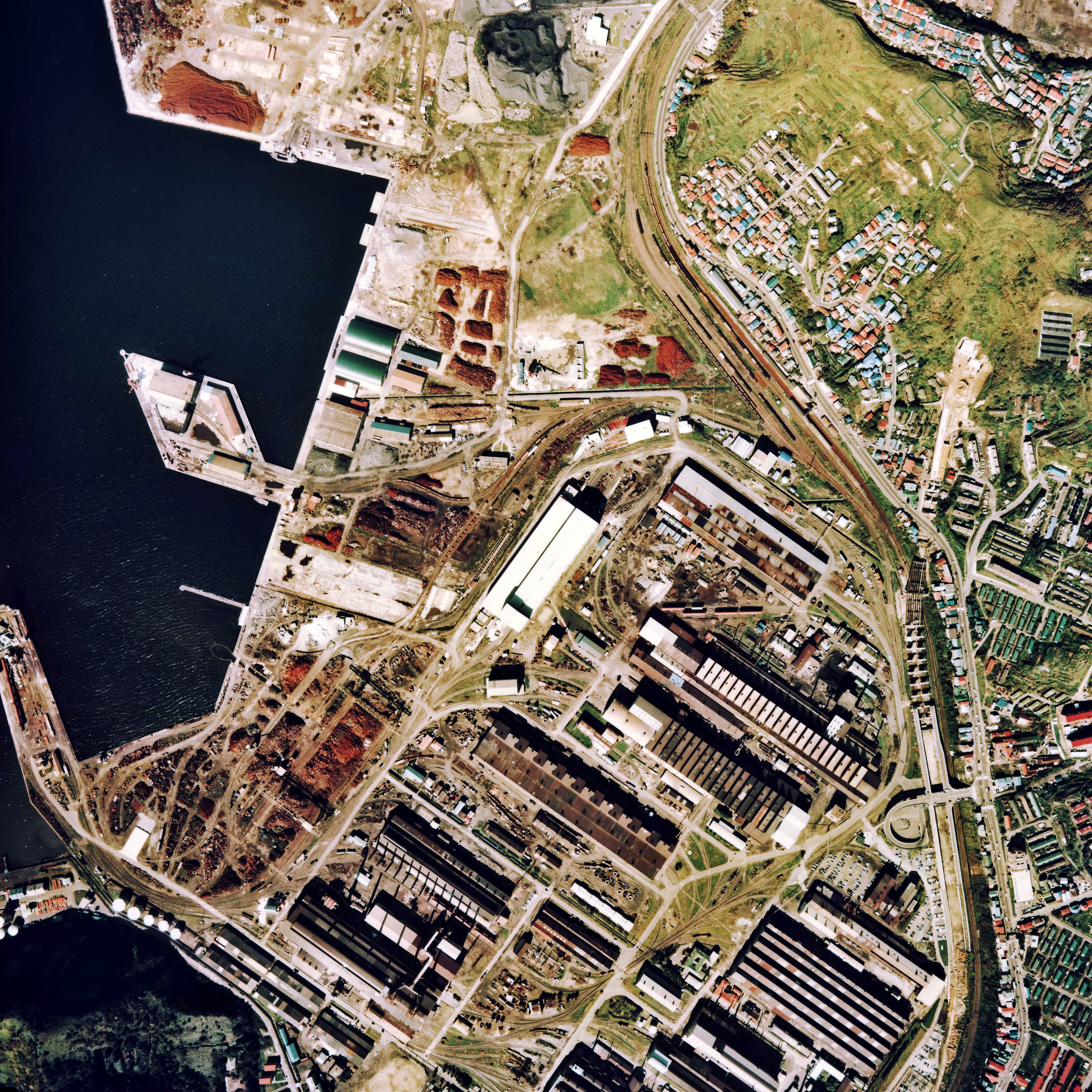
1976年の御崎駅と日本製鋼所周囲約1.5km範囲。右上側に見える御崎駅裏から日本製鋼所の専用鉄道が分岐して工場構内を縦横に走る。左側の菱形の埠頭が日通埠頭。

- 1892年（明治25年）8月1日：北海道炭礦鉄道が、輪西に初代室蘭駅を開業すると同時にエトスケレップに貨物駅を設置[3][4]。
- 1905年（明治38年）6月21日：御崎駅として正式開業[5]。当初は貨物のみの取り扱い[6]。
- 1906年（明治39年）10月1日：北海道炭礦鉄道の鉄道路線国有化により、官設鉄道に移管、それに伴い同鉄道の駅となる。
- 不明（1909年以降）：現在の場所へ移転[4]。
- 1912年（大正元年）10月4日：日本製鋼所専用鉄道 御崎駅 - 工場 10.5 km 運用開始[7]。
- 1922年（大正11年）6月1日：駅舎及び旅客ホームを新築し、旅客扱い開始[8]。
- 1958年（昭和33年）8月1日：構内に「室蘭線発祥の地」碑が建立される。
- 1980年（昭和55年）5月15日：荷物扱い廃止[1]。
- 1986年（昭和61年）11月1日：貨物の取扱い廃止[1]。無人駅となる[9]。
- 時期不詳[注 1]：駅前商店への簡易委託化。
- 1987年（昭和62年）4月1日：国鉄分割民営化によりJR北海道に継承[1]。
- 1989年（平成元年）：駅舎改築。
- 2017年（平成29年）4月1日：駅前商店の閉店により簡易委託廃止、完全無人化。

### 駅名の由来
所在地名より。岬を意味するアイヌ語の「エサシ（esasi）」（注：原型は「エサウシ（e-sa-us-i）」〔頭が・浜に・ついている・所〕）を意訳した、と紹介されることもあるが、これについて山田秀三は、室蘭における「エサシ」の地名は、現在の陣屋町付近の岬の事を指すものだ、として、当地付近の岬から付いた和名の地名ではないか、との見解を示している。

## 駅構造
相対式ホーム2面2線を有する複線区間の地上駅。転轍機を持たない棒線駅となっている。線路東側の駅舎側ホームが上り1番線、対向側ホームが下り2番線となっている。互いのホームは両ホーム南側を結んだ跨線橋で連絡している。
かつては単式ホーム・島式ホーム複合型の2面3線の配線であった。対向側のホームが島式で、西側に上下線共用で使用されていた副本線の3番線が存在し、そこから駅構内西側の貨物線、付近の日通埠頭や日本製鋼所への専用線が分岐し、旅客よりも貨物の取り扱いをメインとする駅であった。これら多数の貨物線、専用線は、共に遅くとも1993年（平成5年）までに全て撤去された。
現在は無人駅となっている。駅舎は構内の東側（室蘭方面に向かって左側）に位置し単式ホーム中央部に接している。駅舎は1989年（平成元年）築のもので、駅舎内にトイレを有する。またかつては駅舎内に売店も存在し（1993年（平成5年）時点では営業中であった）、閉店後その部分にはシャッターが降りている。2017年3月31日までは、駅前の商店で乗車券を販売する簡易委託駅となっていた（営業時間：7時00分から21時00分まで。日曜日は休み）。
有人駅時代には「室蘭線発祥の地」と記載された駅スタンプが存在した。
そのほか、構内には「室蘭線発祥の地」碑がある。

### のりば
| 番線 | 路線      | 方向 | 行先             |
| ---- | --------- | ---- | ---------------- |
| 1    | ■室蘭本線 | 上り | 室蘭方面         |
| 2    | ■室蘭本線 | 下り | 東室蘭・札幌方面 |

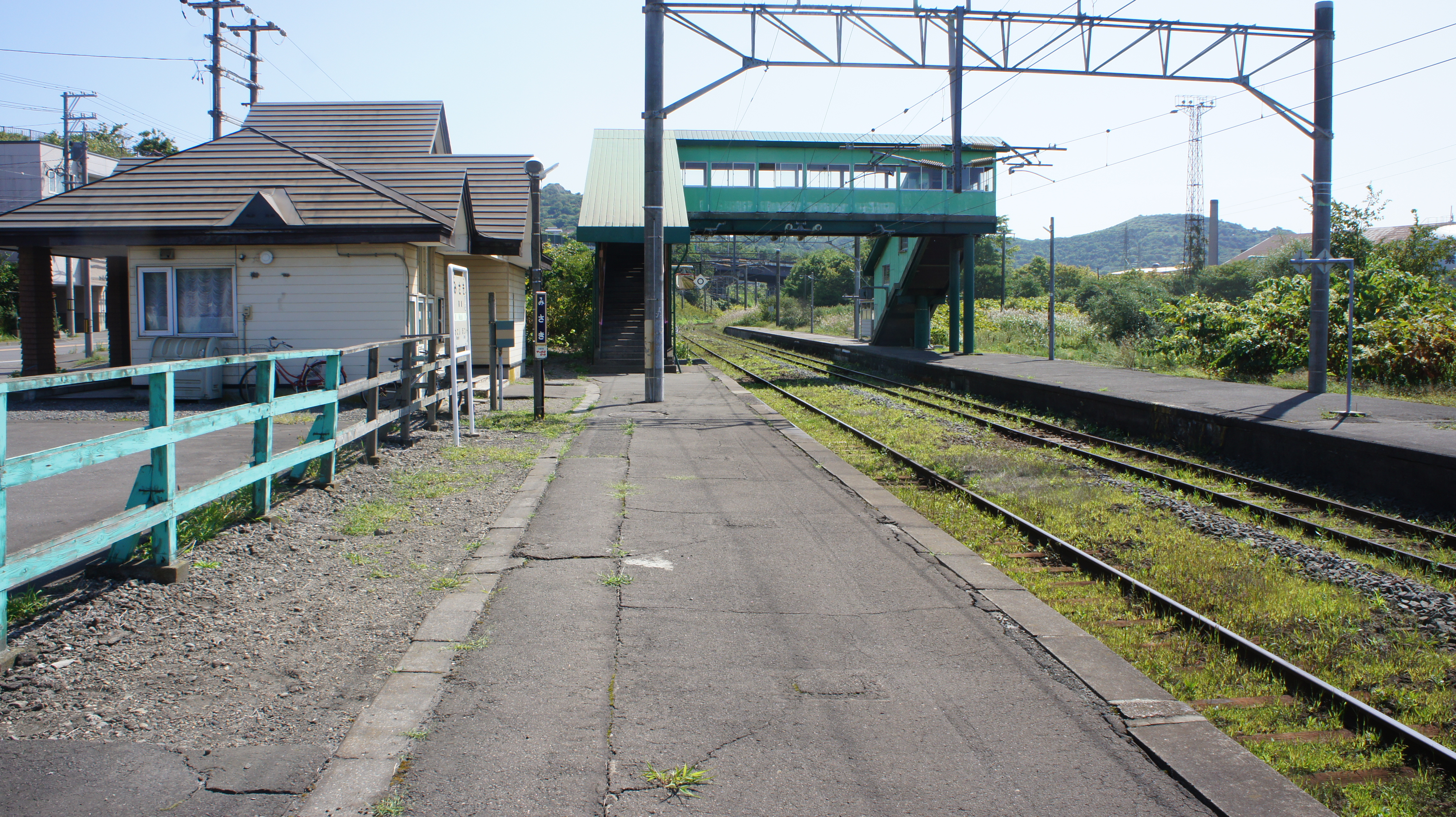
ホーム（2017年9月）
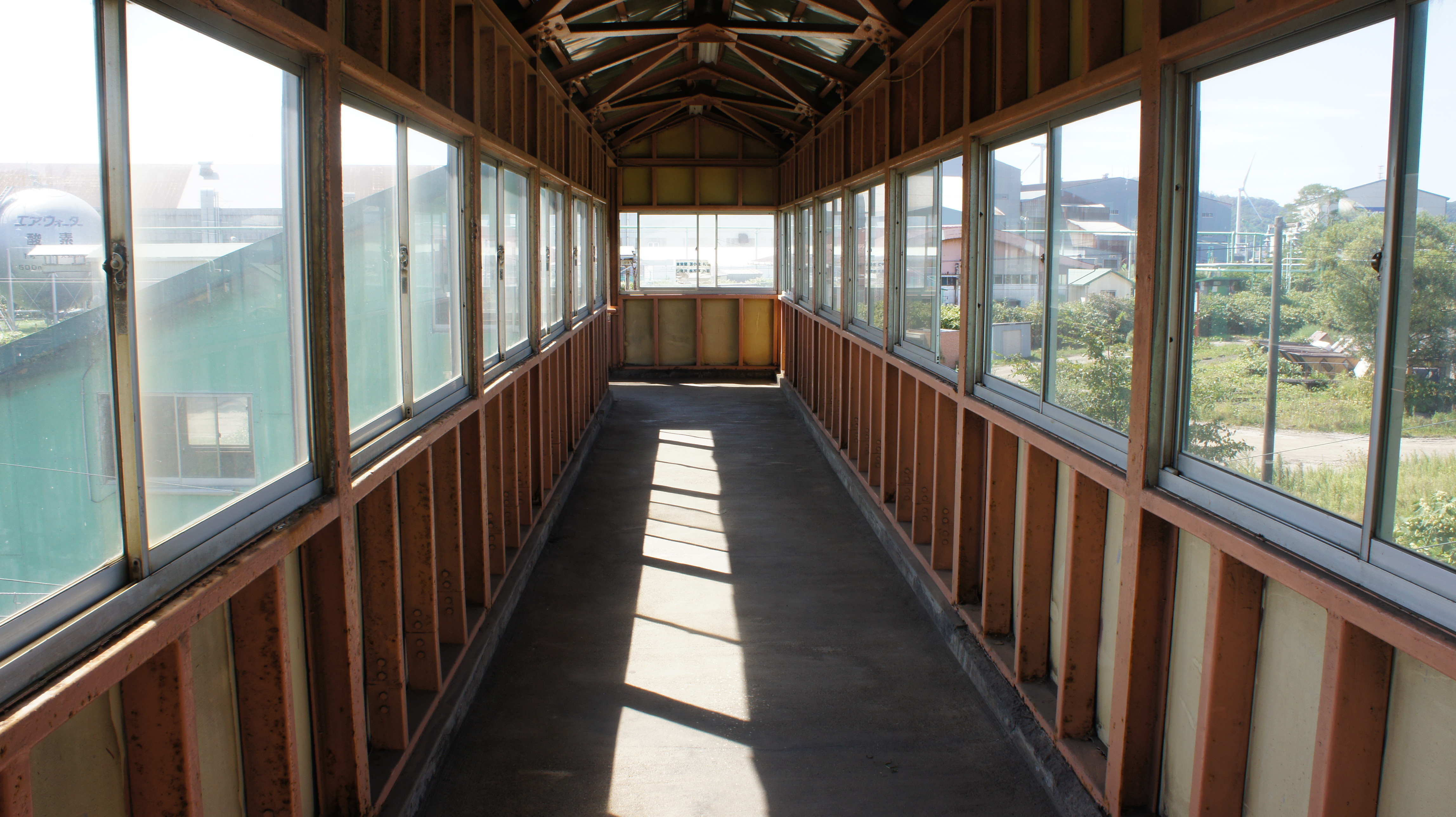
跨線橋（2017年9月）
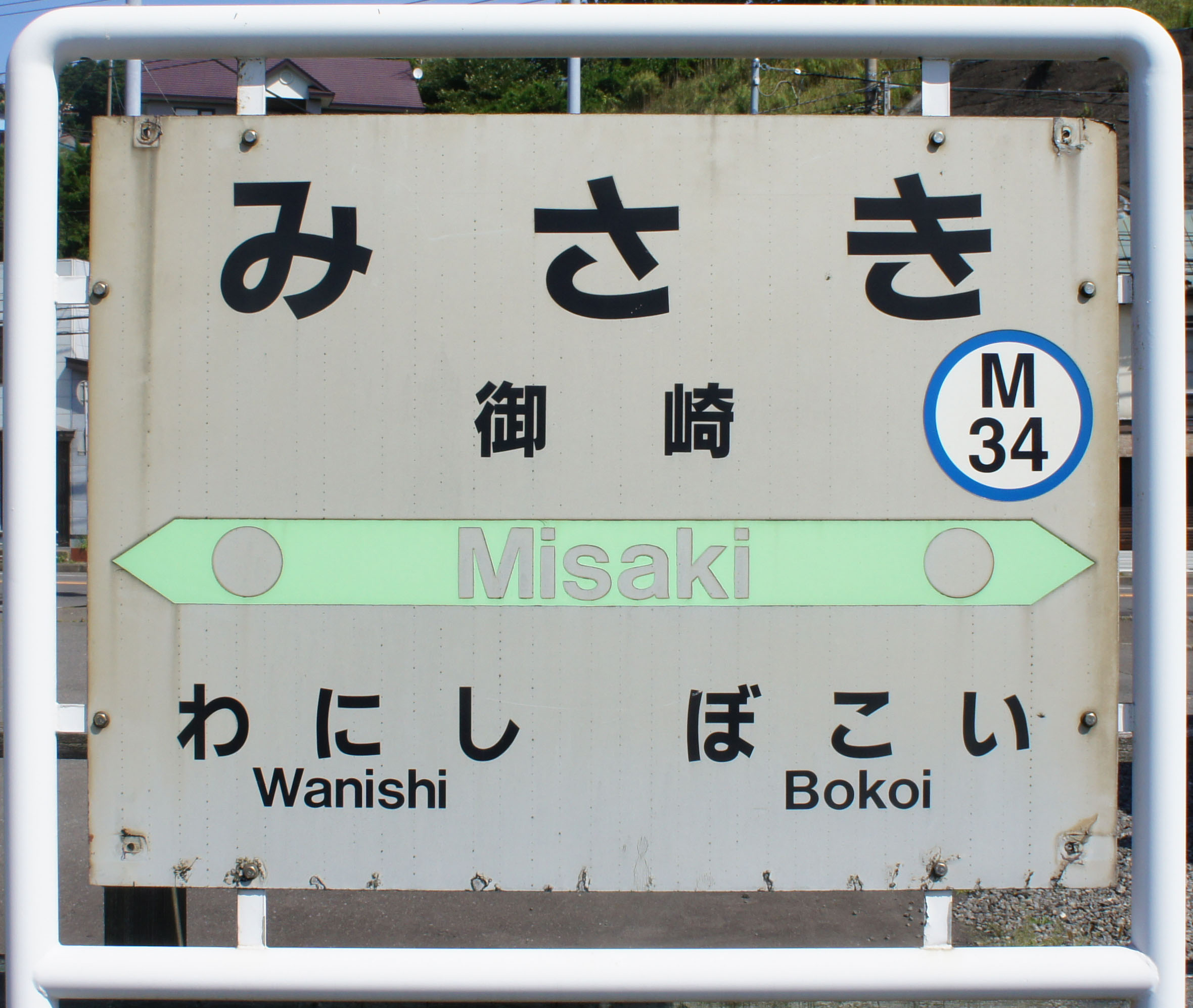
駅名標（2017年9月）

## 利用状況
- 1981年度（昭和56年度）の1日乗降客数は225人[14]。
- 1992年度（平成4年）の1日乗降客数は172人[12]。

1日の平均乗降人員は以下の通りである。
| 乗降人員推移 | 乗降人員推移 |
| 年度         | 1日平均人数  |
| ------------ | ------------ |
| 2011         | 14           |
| 2012         | 22           |
| 2013         | 24           |
| 2014         | 28           |

## 駅周辺
- 国道36号（室蘭新道）
- エトチケレップ岬

エトチケレップとはアイヌ語で「岬」の意で、室蘭方面車窓左手に見える山がそれである。エトチケレップ岬にかつてあったエトチケレップ仮桟橋は室蘭本線の計画上の起点であり、そのためエトチケレップ岬の最寄駅である当駅には、「室蘭線発祥の地記念碑」が建立されている。なお当駅の名称「御崎」もこの岬にちなむものである。
- 室蘭線発祥の地記念碑

1892年（明治25年）8月1日、石狩炭田からの石炭積み出しを目的に北海道炭礦鉄道が室蘭 - 岩見沢間の鉄道を開設。終着駅であった初代室蘭駅（現在の新日本製鐵室蘭製鐵所第1門の北東約200メートル、現輪西駅の北東約100メートルの位置にあったものと思われる）から約1.5 km 先（現在のゴルフ練習場周辺）のエトチケレップ岬突端にあった蛇島の南東側基部に石炭積出用鉄道桟橋が設けられ、ここまで貨物専用線が敷かれたことを記念するために最寄の御崎駅に記念碑が建てられた。よって、この記念碑は本来の室蘭線発祥の地からは約250メートル南東の位置にあたることになる。
- JESCO北海道 PCB廃棄物処理施設
- 道南バス、北海道中央バス（高速むろらん号）「御崎駅前」停留所[16][17]

## 隣の駅
北海道旅客鉄道（JR北海道）
■室蘭本線

母恋駅 (M35) - 御崎駅 (M34) - 輪西駅 (M33)